# Вилкс, Ларс
Ларс Эндель Роджер Вилкс (20 июня 1946, Хельсингборг, Швеция — 3 октября 2021, Крунуберг, Швеция) — шведский художник и карикатурист. Получил степень доктора философии истории искусств в Лундском университете в 1987 и работал в Национальной Академии Искусств Осло с 1988 по 1993 г. С 1997 по 2003 он был профессором теории искусства в Национальной Академии Искусств города Берген. Как художественный теоретик, Вилкс — сторонник установленной теории искусства.

## Биография
Вилкс стал известен в 1980 году как создатель деревянных построек Nimis и каменной скульптуры Arx, которые расположены в заповеднике Куллаберг в муниципалитете Хёганес, графства Сконе. В 1996 году небольшая часть заповедника, где расположены скульптуры, площадью приблизительно 1 км², была объявлена Ларсом Вилксом как независимая страна Ладония. Nimis был продан Джозефу Бевису в качестве способа обойти шведские законы по надзору за строительными нормами и правилами касательно незаконного строительства. Скульптура Nimis теперь принадлежит художнику-концептуалисту Кристо; юридический документ, подтверждающий продажу, демонстрируется в шведском Музее Скетчей. Документ содержит часть древесной коры и щепку, являющимися частью скульптуры.

## Ларс Вилкс и пророк Мухаммед
В 2007 году Вилкс был втянут в международный скандал после того, как он сделал ряд рисунков, изображающих пророка Мухаммеда в виде «Кругового пса». Рисунки были первоначально предназначены для показа на местной художественной выставке в маленьком городе Теллеруд в Вермланд, Швеции, в июле 2007, но были удалены с выставки организаторами, которые мотивировали свои действия проблемами безопасности и опасениями вспышек насилия и агрессии со стороны радикальных исламистов перед открытием выставки. После отказа Л. Вилкс предложил рисунки некоторым другим художественным галереям в Швеции, включая известную Герлесборг — Школу изящных искусств в Бохуслен, где Вилкс — частый лектор, но все отказались демонстрировать рисунки по той же причине.
Скандал обратил на себя международное внимание после того, как базирующаяся в Эребру региональная газета Nerikes Allehanda издала один из рисунков 18 августа, чтобы проиллюстрировать передовую статью о самоцензуре и свободе религии. В то время как несколько других ведущих шведских газет издали различные рисунки на эту тему в это же время, эта публикация привела к протестам со стороны мусульманских организаций в Швеции и осуждениям нескольких иностранных правительств, включая Иран, Пакистан, Афганистан, Египет и Иорданию, а также от межправительственной Организации Исламская Конференция. Последняя также призвала шведское правительство к принятию «карательных санкций» против Л. Вилкса. После этого скандала Вилкс был вынужден жить под полицейской защитой, получив несколько смертельных угроз, включая постановление Аль-Каиды, которая предложила 150 000 долларов за его убийство.
В марте 2010 года ФБР сумело предотвратить планирующееся покушение на Вилкса. В числе предполагаемых террористов была гражданка США Колин Лароуз.
11 мая 2010 года группа студентов-мусульман попыталась совершить нападение на Ларса Вилкса во время его лекции о свободе слова. 15 мая 2010 года неизвестные пытались поджечь дом карикатуриста.
Погиб в автокатастрофе 3 октября 2021 года недалеко от населённого пункта Маркарюд.